# Sam Tanson
Sam Tanson (ur. 4 kwietnia 1977 w Luksemburgu) – luksemburska polityk i prawniczka, parlamentarzystka, w latach 2018–2023 minister.

## Życiorys
Absolwentka Lycée Robert-Schuman oraz studiów prawniczych na Université Panthéon-Sorbonne (2000). W 2002 została absolwentką Instytutu Nauk Politycznych w Paryżu. W latach 2002–2004 pracowała jako dziennikarka w RTL Radio Lëtzebuerg, a w 2005 podjęła praktykę adwokacką w Luksemburgu.
Również w 2005 zaangażowała się w działalność polityczną w ramach Zielonych. Była rzeczniczką jej organizacji młodzieżowej, zaś w latach 2010–2015 pełniła funkcję formalnej przewodniczącej Zielonych. W 2011 wybrana do rady miejskiej luksemburskiej stolicy, wchodziła w skład miejskiej egzekutywy, odpowiadając za sprawy finansów i mobilności (2013–2017). W 2018 objęła wakujący mandat posłanki do Izby Deputowanych, który utrzymywała w wyborach krajowych w tym samym roku oraz w 2023.
W grudniu 2018 w nowym rządzie Xaviera Bettela objęła stanowiska ministra kultury oraz ministra mieszkalnictwa. Od września 2019 pełniła także obowiązki ministra sprawiedliwości. W październiku tegoż roku powołana na ministra sprawiedliwości, pozostała także ministrem kultury. Zakończyła urzędowanie w listopadzie 2023.